# Азимбаева, Айсулу Маратовна
Айсулу Маратовна Азимбаева (каз. Айсұлу Маратқызы Әзімбаева; род. 9 января, 1988 года, Алма-Ата, Казахская ССР, СССР) — казахстанская актриса кино и театра, телеведущая.

## Биография
Отец Айсулу, Марат Азимбаев был известным казахским дзюдоистом и актёром, который снялся в таких фильмах, как «Гибель Отрара», «Игла», «Сила богов» и «Бойся, враг, девятого сына».
С детства Айсулу занималась спортивными и бальными танцами, а также балетом. В 2012 году, была участницей в проекте «Танцы со звёздами».
В 2004 году экстерном закончила частную школу и поступила в «Американский Университет» в Дубае на специальность «Финансы» (по другим данным — «Финансовый эксперт»). В 2008 году уже выпускалась как бакалавр делового администрирования. Азимбаева никогда не планировала стать актрисой, её больше увлекала математика и аналитика.
В сентябре 2008 года начала работать в рекламной сфере, но в декабре 2009 решила сменить профиль. Весь последующий год занималась организацией мероприятий, в частности детскими днями рождения и девичниками.
В 2010 году участвовала в кастинге сериала «Асель, друзья и подруги», где получила главную роль.
С 2015 года Айсулу начала свою театральную карьеру со спектакля Разии Хасановой «Любовница». Также Айсулу участвовала в постановках театра «Артишок» — «Толстая тетрадь».
Снималась в 60-секундной пародии на фильм «Чёрный лебедь», которая выиграла на конкурсе Jameson Empire Awards 2012 в Лондоне. 
Одна из создателей проекта «Абай 45», интерактивная аудиокнига «Слов назидания» Абая .

## Фильмография
| Год  |   | Русское название        | Оригинальное название | Роль         |
| ---- | - | ----------------------- | --------------------- | ------------ |
| 2021 | с | Патриот 2               | —                     | Айза Азимова |
| 2018 | ф | Бизнесмены              | —                     | Анель        |
| 2018 | ф | В безмолвии             | —                     | Тамара       |
| 2017 | ф | Она                     | —                     | Она          |
| 2017 | ф | 100 минут о любви       | —                     | Карина       |
| 2016 | ф | В сетях                 | —                     | Саяна        |
| 2016 | ф | Адалиты                 | —                     | —            |
| 2015 | с | Несломленый             | —                     | Дочь Марата  |
| 2014 | с | Мозготрясы              | —                     | —            |
| 2013 | с | Возвращение             | —                     | —            |
| 2013 | ф | Домашние войны          | —                     | Айжан        |
| 2013 | ф | Джокер                  | —                     | Ника         |
| 2013 | ф | Препод                  | —                     | —            |
| 2010 | с | Асель, друзья и подруги | —                     | Сауле        |

## Альпинизм
Одним из хобби актрисы является альпинизм. В 2016 году она поднялась на самый высокий пик Европы Эльбрус (5642 м) на Кавказе , в 2017 году добралась до высокогорного озера Нам-Цо на высоте 4627 м в Тибете , в 2018 году совершила трекинг в Гималаях от города Лукла до озера Гокио, поднявшись на пять километров над уровнем моря , а в июне 2019 года с известным альпинистом Максутом Жумаевым покорила пятитысячник Казбек (5034 м) со стороны Грузии .

## Примечание
1. 1 2 3 4 5 6 7  Айсулу Азимбаева — биография и возраст — кинопортал Бродвей. Дата обращения: 9 сентября 2018. Архивировано 2 июня 2019 года.
2. 1 2 3 4 5  Айсулу Азимбаева, Актриса: фото, биография, фильмография, новости — Вокруг ТВ. Дата обращения: 9 сентября 2018. Архивировано 8 февраля 2018 года.
3. ↑  Шоу «Звездные танцы» стартует на Седьмом канале. Дата обращения: 9 сентября 2018. Архивировано 20 октября 2021 года.
4. ↑  Айсулу Азимбаева опубликовала «сексуальный» снимок. Дата обращения: 9 сентября 2018. Архивировано 20 октября 2021 года.
5. ↑  Мобильное приложение слов назидания Абая вышло на 3-е место по скачиванию. Дата обращения: 9 сентября 2018. Архивировано 20 октября 2021 года.
6. ↑  Казахстанская актриса покорила Эльбрус. Дата обращения: 28 июня 2019. Архивировано 20 октября 2021 года.
7. ↑  Какие грехи замаливает Тибете актриса Айсулу Азимбаева? Дата обращения: 28 июня 2019. Архивировано 17 сентября 2019 года.
8. ↑  У актрисы Айсулу Азимбаевой разбит нос, зато дела идут в гору
9. ↑  Айсулу Азимбаева и Максут Жумаев покорили Казбек. Дата обращения: 28 июня 2019. Архивировано 29 июня 2019 года.